# Roselin à ailes roses
Rhodopechys sanguineus
Espèce
Statut de conservation UICN

 LC  : Préoccupation mineure
Le Roselin à ailes roses (Rhodopechys sanguineus) est une espèce d'oiseaux de la famille des Fringillidae, considéré pendant longtemps comme l'unique représentante du genre Rhodopechys, avant que des études fassent de l'ancienne sous-espèce R. s. aliena une espèce à part entière :  Roselin de l'Atlas (Rhodopechys alienus).

## Distribution
Cet oiseau se rencontre notamment en Anatolie, au Liban, en Mésopotamie, au Tian Shan et le sud de l'Asie centrale.

## Habitat
Son milieu électif se présente comme un ensemble de montagnes dénudées, de versants escarpés, de ravins et de pentes rocailleuses parsemés d’une maigre végétation de buissons et de genévriers, entre 1700 et 3300 m mais souvent à plus basse altitude en hiver.

## Alimentation
Elle consiste essentiellement en graines de plantes herbacées tombées au sol avec une nette préférence celles du genre Alyssum, crucifères.

## Mœurs
C’est un roselin grégaire qui, sauf en période de nidification, forme des groupes plus ou moins importants mais l’extension des plantes céréalières avec la quantité de glanure qu’elle laisse, en automne et en hiver, lui est profitable. C’est donc dans les zones agricoles que l’on rencontre les rassemblements les plus importants.

## Nidification
Elle a lieu dans les excavations naturelles des versants rocheux ou parmi des touffes végétales. Le nid est composé de rameaux, de brindilles et d’herbes sèches tapissés de poils et de laine. La ponte comporte quatre ou cinq œufs bleuâtres tachetés et vermiculés de brun-noir et de brun-roux.

## Taxinomie
À la suite des travaux de Kirwan et al. (2006), une ancienne sous-espèce (R. s. aliena) est séparée et élevée au statut d'espèce à part entière :  Roselin de l'Atlas (Rhodopechys alienus). Cette espèce se distingue du Roselin à ailes roses par la présence d’un demi-collier jugulaire brun-roux isolant une gorge blanchâtre du reste des parties inférieures.